# Minoru S. Araki
Minoru S. Araki, genannt Sam Araki, (* 1931) ist ein US-amerikanischer Forschungsmanager und Raumfahrtingenieur.
Araki studierte an der Stanford University Maschinenbau mit dem Bachelor-Abschluss 1954 und dem Master-Abschluss 1955 und ging dann als Systemingenieur zur Lockheed Missiles and Space Company in Sunnyvale in Kalifornien. Dort blieb er bis zu seinem Ruhestand 1997 als Präsident der Firma (die nach Fusion mit Martin-Marietta 1995 Lockheed-Martin Missiles and Space hieß). Er war dort Ende der 1950er und Anfang der 1960er Jahre für die Entwicklung des Keyhole (Corona) Satellitensystems zuständig, das bis 1972 in rund 145 Einsätzen als Spionagesatelliten vor allem über der Sowjetunion diente. Das Corona-System war das erste US-Spionagesatelliten-System der USA.
Außerdem war er bei Lockheed Vizepräsident und Programm-Manager des Milstar-Programms sicherer Kommunikationssatelliten und am frühen Arpanet und einer elektronischen Bibliothek namens Dialog, die Vorreiter des späteren Internet. 
Als Vizepräsident von Lockheed Missiles and Space war er am Iridium-Projekt beteiligt, am Exoatmospheric Reentry Vehicle Interceptor (ERIS) und Terminal High Altitude Area Defense (THAAD) Programm (Teil der US-Abwehr von Interkontinentalraketen) und an der Entwicklung des Sensor-to-Shooter Konzepts, das Aufklärungsdaten in Echtzeit Stealth-Bombern zur Verfügung stellt. Unter seine Präsidentschaft fiel die Beteiligung am Hubble-Weltraumteleskop Programm.
Nach seinem Ruhestand bei Lockheed-Martin gründete er ST-Infonox, die Mikrosensor-Netzwerke integriert für Sicherheits-Anwendungen.
1990 wurde er Mitglied der National Academy of Engineering, wobei seine Führungsrolle bei Entwurf,  Entwicklung und Integration großer Weltraumfahrtprojekte hervorgehoben wurde, sowie im selben Jahr Fellow der American Astronautical Society und IEEE Fellow.  2005 erhielt er für die Beteiligung am Corona-Projekt den Charles-Stark-Draper-Preis. 1994 erhielt er den Wernher von Braun Award des American Institute of Aeronautics and Astronautics, dessen Fellow er ist. Er wurde Asian-American Engineer of the Year. Er wurde Pioneer of National Reconnaissance des National Reconnaissance Office.